# مونتياغودو دي لاس فيكارياس
مونتياغودو دي لاس فيكارياس هي بلدية تقع في مقاطعة سوريا، في منطقة قشتالة وليون، في إسبانيا. يبلغ عدد سكانها 206 نسمة وذلك حسب (المعهد الوطني للإحصاء) سنة 2017. تبلغ مساحتها 97,04 كم مربع، وترتفع عن سطح البحر 794 متر.

## تطور السكان
في تعداد عام 2010 بلغ عدد سكان البلدية 238 نسمة، منهم 118 رجلا و120 امرأة. 